# Albatrellaceae
Famille
La famille des Albatrellaceae est une famille de champignons basidiomycètes de l'ordre des Russulales.

## Liste des genres
Selon NCBI (19 mars 2012) :
- genre Albatrellus
  - Albatrellus avellaneus
  - Albatrellus caeruleoporus
  - Albatrellus citrinus
  - Albatrellus confluens
  - Albatrellus cristatus
  - Albatrellus dispansus
  - Albatrellus ellisii
  - Albatrellus flettii
  - Albatrellus higanensis
  - Albatrellus ovinus
  - Albatrellus peckianus
  - Albatrellus pes-caprae
  - Albatrellus similis
  - Albatrellus skamanius
  - Albatrellus subrubescens
  - Albatrellus syringae
- genre Jahnoporus
  - Jahnoporus hirtus
- genre Polyporoletus
  - Polyporoletus sublividus

Selon Catalogue of Life (19 mars 2012) :
- genre Albatrellus
- genre Jahnoporus
- genre Leucogaster
- genre Leucophleps
- genre Mycolevis
- genre Polyporoletus
- genre Scutiger